# Браун, Альберт
А́льберт Бра́ун (англ. Albert Brown, 29 июля 1911 — 27 апреля 1995 года) — английский профессиональный игрок в снукер.

## Карьера
В 1947—1951 годах Браун играл на чемпионатах мира, а в 1952—1953 годах — на заменяющем этот турнир World Matchplay. На чемпионатах 1948, 1950, 1952—1953 годов он достигал высшего для себя результата — полуфинала. В 1952 году Альберт также был финалистом престижного турнира News of the World Championship. В 1954-м он решил прекратить свою снукерную карьеру из-за кризиса в этой игре.